# Pie Jesu
 (juin 2024).
Motif : syntaxe incorrecte, choix de vocabulaire obscurs d'où passages incompréhensibles, demanderait de revenir aux sources pour comprendre et corriger

Le Pie Jesu est un texte liturgique, chanté lors des obsèques, notamment de la messe de Requiem. À l'origine, il s'agit de la strophe finale de la séquence de plain-chant Dies iræ, séquence (ou prose) intégrée au rite tridentin (le rite romain).

## Texte
Le texte reprend le dernier verset de la séquence Dies iræ, en y ajoutant à la fin le mot sempiternam.
| latin                                                             | français                                                                |
| ----------------------------------------------------------------- | ----------------------------------------------------------------------- |
| Pie Jesu, Domine, dona eis requiem. Dona eis requiem sempiternam. | Doux Jésus, Seigneur, donne-leur le repos. Donne-leur le repos éternel. |

Le texte chanté du Dies iræ, élaboré à partir du XIe siècle et complété au XIIIe siècle, fut conservé et devint officiel après le concile de Trente jusqu'au concile Vatican II dans la liturgie selon le rite romain (donc le rite tridentin). Les séquences avaient été condamnées, par la Contre-Réforme (d'abord le concile provincial de Cologne (1538), puis celui de Trente, ensuite celui de Reims (1564)). En effet, souvent, elles étaient employées sans autorisation et issues de textes non bibliques. Aussi toutes les 4500 séquences furent-elles in extenso supprimées, sauf quatre exceptions : Victimæ paschali laudes, Veni Sancte Spiritus, Lauda Sion et Dies iræ. Cette dernière serait, à l'origine, un répons (responsorium en latin) tout comme le Libera me dans la messe des défunts. En dépit d'une composition selon la prose (sans refrain), le Dies iræ est bien structuré et composé de plusieurs parties qui gardent une équivalence[pas clair], ce que les analyses textuelle et musicale confirment.

## Historique

### Origine

#### Rite parisien
Si le rite gallican fut entièrement remplacé par le rite romain à la suite de la création des États pontificaux (voir Sacramentarium Gregorianum Hadrianum) au VIIIe siècle, la liturgie locale en Gaule restait en usage. Car, il n'existait pas de centralisation par Rome. Même après la Contre-Réforme, le Vatican respectait la coutume de chaque région. Certes, le dit cérémonial de Clément VIII, publié en 1600, était un grand guide de liturgie en faveur de l'Église universelle. Mais il n'interdisait pas la liturgie locale.
Dans cette circonstance, en Gaule, surtout à Paris, les deux rites en concurrence étaient utilisés pour la messe des morts : soit rite romain, soit rite parisien qui était en usage depuis le XIIIe siècle jusqu'au XVIIIe siècle, mais profitant de l'avis favorable du missel de Pie V. Pourtant, l'ordinaire de la messe demeurait identique, avec les textes de Kyrie, de Sanctus et d'Agnus Dei.
Nous avons une Missa pro defunctis vraiment importante. Il s'agit de celle d'Eustache Du Caurroy (publiée vers 1636) qui était composée en entier selon le rite parisien, y compris le Pie Jesu. Avant sa mort, le compositeur était en service pour le roi Henri IV. D'où, à partir des obsèques de ce roi, tenues en 1610, ce requiem était officiellement chanté à la basilique de Saint-Denis. On l'appelait dit « Requiem des Roys de France. »
Cette œuvre d'après le rite parisien devint une remarquable référence pour les compositeurs français. Mais ses successeurs écrivaient leurs requiem, de plus en plus sous l'influence du rite romain. La pureté n'existait plus.

#### Rite tridentin

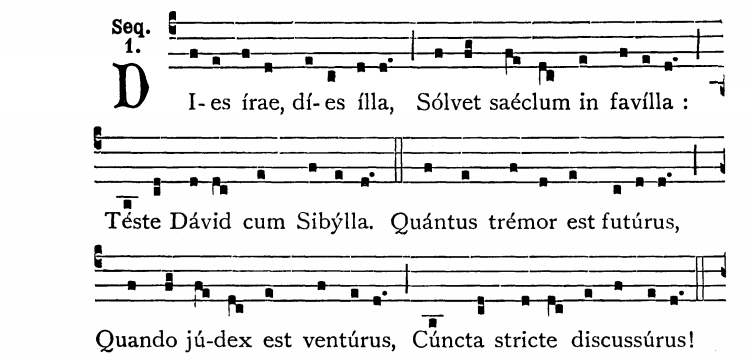
Début de la séquence Dies iræ.

Contrairement à ce que l'on pensait, l'origine de Pie Jesu établie en France, l'incubateur de ce morceau n'était pas le rite parisien. L'exemple le plus ancien se trouve dans le rite tridentin, fruit de la Contre-Réforme et exactement dans l'exécution de la séquence Dies iræ. En 1544, Cristobal de Morales publia sa Missa pro defunctis à Rome, composée entièrement selon le rite romain. À la différence des pièces de Pie Jesu composées en France, Morales avait écrit une Pie Jesu au lieu de la séquence Dies iræ. Il ne faut pas considérer que le compositeur eût omis les strophes précédentes. En fait, on chantait la Dies iræ en entier, mais jusqu'à ce dernier verset, en monodie (grégorien). Morales avait donné mélodie à partir de Pie Jesu Domine.
Afin de comprendre cette façon de composition, il vaut mieux consulter l'Officium Hebdomadæ Sanctæ (1585) de Tomás Luis de Victoria étant très fidèle à la Contre-Réforme. Le compositeur, qui était disciple de Palestrina ainsi que prêtre de la congrégation de l'Oratoire, composa, en faveur de la célébration du Jeudi Saint, les deux dernières strophes de l'hymne Pange lingua (Tantum ergo et Genitori genitoque) en polyphonie. Il laissa les quatre premières en grégorien. L'omission des strophes précédentes n'était pas possible, étant donné que saint Thomas d'Aquin racontait, dans la troisième strophe, le mystère de la Cène. Et, selon la liturgie tridentine, la Pange lingua est divisée en deux : les quatre premières strophes pour la procession (d'où, parfois répétées) ; lorsque l'on chante Tantum ergo, le célébrant dépose le ciboire sur l'autel, fait la génuflexion et l'encense. La composition de Victoria adaptait tout à fait à la solennité de ces gestes liturgiques de célébrant.
En ce qui concerne la Dies iræ, le rite tridentin demande une évolution semblable à la fin de l'exécution de cette séquence. Dans le missel respectant le concile de Trente, on trouve parfois une rubrique juste avant le verset Pie Jesu Domine, par exemple celui de Paris sorti en 1666 : « Celebrans vero genua flectit ante illud. ». Le célébrant fait la génuflexion devant l'autel, puis prie, en qualité de représentant de l'assemblée, quand on chante Pie Jesu. Ce que le musicien Cristobal de Morales avait fait en pleine Contre-Réforme, composition de cette prière en polyphonie, était une bonne manière pour distinguer ce verset dans le contexte liturgique.
Assimilée à la doxologie, la partie de Pie Jesu possède en effet une caractéristique différente. François Turellier considère que le verset de prière Pie Jesu eût été ajouté au XIIIe siècle par les Franciscains.
Il semble que la pratique du rite tridentin ait inspiré et favorisé la création du motet Pie Jesu selon le rite parisien. Faute de document, cela ne demeure qu'une hypothèse. Mais il est certain que le requiem d'après le rite romain était pareillement en usage, au début du XIVe siècle dans la région parisien. Un missel parisien de luxe (dit de Saint-Louis de Poissy) contient des partitions de la messe des défunts, identiques à celles de nos jours (introït Requiem æternam ; offertoire Domine Jesu Christe ; communion Lux æterna). Sans doute le rite parisien se développa-t-il plus tard sous l'absolutisme de la monarchie française.

### Sous l'Ancien Régime

#### Motet de l'élévation

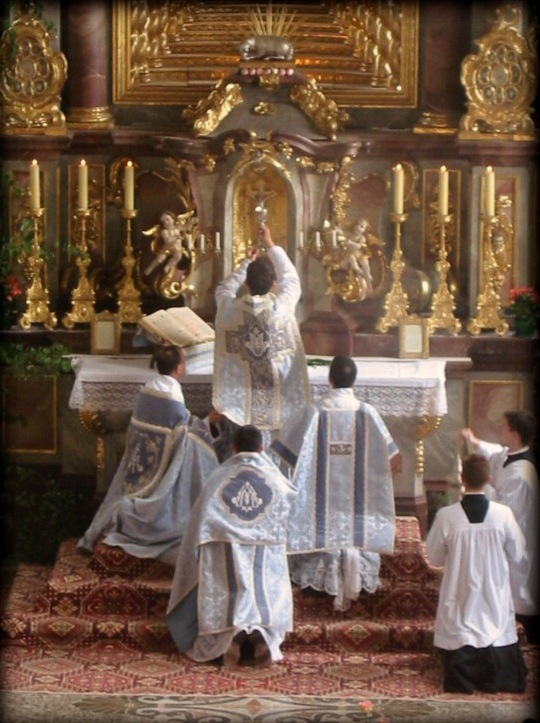
Élévation dans la messe tridentine.

La pratique de petit motet de l'élévation fut établie en France, sans doute, à la chapelle royale au XVIIe siècle. En 1665, Pierre Perrin précisait dans son Cantica pro Capella Regis : « Pour la longueur des cantiques, comme ils sont composés pour la messe du roi, où l'on chante d'ordinaire trois, un grand, un petit pour l'élévation et un Domine salvum fac regem... Ceux de l'élévation sont plus petits, et peuvent tenir jusqu'à la post-communion, que commence le Domine. » À la cour de Versailles, le roi Louis XIV assistait toujours à la messe, dont la messe dominicale était dirigée par des prêtres de haut rang et en plain-chant (grégorien). En semaine, la messe était célébrée avec de nombreux musiciens, chantée en polyphonie. Il était normal que de petits motets soient indépendants, car ses textes n'étaient pas issus de l'ordinaire de la messe (le Domine était l'hymne royal réservé à la messe).
Si la pratique du Dies iræ était rare au milieu du XVIIe siècle, le dernier verset de celui-ci était chanté dans le diocèse de Paris, qui gardait le rite parisien, en tant que motet de l'élévation avant le Benedictus qui venit in nomine Domini:

Pie Jesu Domine, dona eis requiem.

Pie Jesu Domine, dona eis requiem.

Pie Jesu Domine, dona eis requiem sempiternam.
Mais l'utilisation n'était pas fixée. Dans la Missa pro defunctis de Charles d'Helfer, cette variante se trouve :

Pie Jesu Domine, miserere Jesu bone animabus defunctorum.

Pie Jesu Domine, miserere Jesu bone animabus defunctorum.

Pie Jesu Domine, dona eis requiem sempiternam.
Les témoins les plus anciens se trouvent dans les livres de chant. C'est exactement la première version d'Helfer, publiée en 1656 et conservée à la bibliothèque nationale de France, qui confirme la pratique du Pie Jesu à cette époque-là [partition en ligne]. Après « Sanctus, Dominus Deus sabaoth. Pleni sunt cæli et terra gloria tua. Osanna in excelsis. », le chœur chante « Miserere Jesu bone, animabus defunctorum. » Puis, le célébrant ou chantre entonne en grégorien (notes en noir, comme Agnus Dei) « Pie Jesu Domine. » Le chœur répond « Dona eis requiem sempiternam. » Cette messe des morts sera chantée le 27 juillet 1774 à la basilique de Saint-Denis, lors des obsèques du roi de France Louis XV.
Ce sont les raisons pour lesquelles Marc-Antoine Charpentier aussi composa 48 motets de l'élévation, y compris 4 Pie Jesu pour la messe des morts. Ce grand compositeur n'obtint néanmoins aucune fonction officielle auprès de la cour de Louis XIV, après son échec de concours du roi tenu en 1683.
Dans ce XVIIe siècle, les deux rites coexistaient encore dans le royaume de France, et même en concurrence. Ainsi, le Missale parisiense ad formam sacrosancti Concilii Tridentini recognitum et emendatum, sorti en 1666 sous l'archevêque Hardouin de Péréfixe de Beaumont, se consacrait au rite romain avec le Dies iræ. En Espagne, les musiciens composaient selon le rite romain alors qu'en France et au Flamand, le rite parisien était préféré.

#### Hybridation des rites
En 1706, le cardinal-archevêque de Paris Louis-Antoine de Noailles fit publier un nouveau missel : Missale Parisiense Eminentissimi et Reverendissimi in Christo Patris DD. Ludovici Antonii miseratione divina Sanctæ Romanæ Ecclesiæ Cardinalis de Noailles.... Avec celui-ci, ce défenseur du chant grégorien (voir sa préface de l'Antiphonarium romanum (1701)), qui était une hybridation entre le chant vieux-romain et le chant gallican, acheva une autre hybridation entre le rite romain et le rite parisien. Ainsi, en ce qui concerne le requiem, on composait et chantait dorénavant l'introït Requiem æternam, au lieu de celui du rite parisien Si ambulem in medio. D'où, la division entre les deux rites n'était plus stricte.
En fait existait déjà le phénomène d'hybridation. On composait le Dies iræ et le Pie Jesu, tous les deux (comme Pierre Bouteiller (vers 1695)). Ou, la composition du motet Dies iræ était recommandée afin de compléter le Requiem de Caurroy (Jean-Baptiste Lully (1683), Michel-Richard Delalande (1690 pour les obsèques de la dauphine Marie Anne Victoire de Bavière). Marc-Antoine Charpentier a composé 4 Pie Jesu, H.234, pour solistes, double chœur et bc, H.263, pour 2 voix et bc, H.269, pour 3 voix et bc, H.427, pour 3 voix, 2 instruments et bc.  
Dans le Missale Parisiense publié en 1738, sous l'archevêque Charles-Gaspard-Guillaume de Vintimille, on trouve maintenant la sequentia Dies iræ entière avec son dernier v . Réservé aux prêtres, ce livre manque aussi de textes de chant, y compris Pie Jesu.

### Après la Révolution
L'impact de la Révolution fut sur le culte catholique en France si considérable que la restauration de liturgie n'était pas facile, au XIXe siècle. Certains demeuraient fidèles au rite romain tel Dom Prosper Guéranger tandis que d'autres poursuivaient le gallicanisme. Il n'est pas difficile de comprendre que de grands compositeurs français retrouvèrent la tradition du Pie Jesu. Ceux qui concernaient étaient Charles Gounod, Camille Saint-Saëns, Gabriel Fauré, Maurice Duruflé.  On compte parmi eux Luigi Cherubini, directeur du Conservatoire de Paris. Antonín Dvořák aussi composa son Pie Jesu. Cependant, on ignore son motif de composition. Quoi qu'il en soit, la création de cette pièce fut rétablie en France.

### Sous la réforme liturgique de Pie X
Aussitôt élu, le pape saint Pie X commença une immense réforme liturgique en 1903, avec son motu proprio Inter pastoralis officii sollicitudines. Il s'agissait d'une centralisation de la liturgie de l'Église en latin, jamais connue dans son histoire. Le Saint-Père fit publier, dans cette optique, l'Édition Vaticane en grégorien, qui interdisait désormais les liturgies locales. Le pape n'autorisa aucune modification de saint texte (cas de Gabriel Fauré). Mais le même article III-8 admit, en connaissant la tradition, un motet facultatif, après le Benedictus (dernier verset de Sanctus) et/ou après le chant d'offertoire. Aussi le Pie Jesu restait-il légitime à la messe de l'Église catholique dans le monde entier. Durant 60 ans environ, cette réforme liturgique fut soutenue par tous ses successeurs.

### Après la reforme du concile Vatican II
Le concile de Vatican II était remarqué de la suppression de la séquence Dies iræ. Plus précisément, ce texte fut transféré dans les offices divines réservés à la 34e semaine de temps ordinaire. En résumé, la séquence ne reste plus, pour les obsèques, officielle. Quant au Pie Jesu, il semble qu'il n'y ait pas de changement, puisque cet extrait de la séquence était toujours facultatif, et non texte officiel. Toutefois, cette reforme liturgique eut une nouveauté : messe en langue vulgaire. Les funérailles sont dorénavant tenues en cette façon, ou avec le requiem grégorien qui manque de Pie Jesu, si le défunt voulait plus de solennité. La pratique du Pie Jesu devint moins fréquente, sauf dans les concerts. La tendance récente est la composition du Pie Jesu par des musiciens britanniques, pour leur Requiem qui n'est pas réservé à la liturgie, mais une œuvre spirituelle selon la tradition chrétienne.

## Œuvre musicales

### Dans la messe des défunts
- Cristobal de Morales (v. 1500-1553) Missa pro defunctis (1544) ; composition particulière, à la place de la séquence Dies iræ, seul le verset Pie Jesu était composé d'après le rite romain[3]
[écouter en ligne]
- Eustache Du Caurroy (1549-1609) : Missa pro defunctis (publication vers 1636)[8] dit « Requiem des Roys de France » (messe des morts officielle des obsèques royales à la basilique de Saint-Denis, à partir des funérailles d'Henri IV en 1610 jusqu'en 1792 ou au milieu de ce siècle)[2],[m 11],[m 12] ; œuvre totalement composée selon le rite parisien, donc sans Dies iræ
[écouter en ligne]
- Charles d'Helfer (vers 1598 ou après-vers 1661) : Missa pro defunctis, quatuor vocum (à 4 voix) (publication 1656)[9] [manuscrit en ligne](entre Sanctus et Benedictus qui venit in nomine Domini) ; sans Dies iræ
[écouter en ligne]
- Étienne Moulinié (1599-1676) : Missa pro defunctis (publication 1636)[m 11]
- Jean Colin (16..-vers 1694) : Missa pro defunctis à 6 voix (1688[10])[m 13]
- Marc-Antoine Charpentier (1643-1704) : Messe des morts à quatre voix H.7 (avant 1699) dont le motet de l'élévation H.263 fait la partie[11]. Messe des morts à quatre voix et symphonie H.10 (milieu 1690) et plusieurs motets pour l’élévation H.234, H.269, H.427
- Pierre Bouteiller (vers 1655-vers 1717) : Missa pro defunctis (avant 1695 ?), Elevatio ; avec Dies iræ
[écouter en ligne]
- François-Joseph Gossec (1734-1839) : Messe des Morts RH501 (1760)[12] [manuscrit en ligne] (Pie Jesu p. 163-170, entre Sanctus et Agnus Dei) ; avec Dies iræ
- Luigi Cherubini (1760-1842) :
  - Requiem do mineur no 1 (1816) ; créé à la basilique de Saint-Denis afin de commémorer l'anniversaire du trépas de Louis XVI le 21 janvier 1817 ; avec Dies iræ[13]
  - Requiem ré mineur no 2 (1837) ; création à la Société des Concerts du conservatoire de Paris le 23 mars 1838[14]
- Charles Gounod (1818-1893) : Requiem en do majeur CG80 (1893, posthume) ; avec Dies iræ
- Théodore Dubois (1837-1924) : Messe de requiem do mineur (Pie Jesu 1885 ; complétée 1889) ; sans Dies iræ[15]
- Antonín Dvořák (1841-1904) : Requiem op. 89 ou B165 (1890) ; créé à Birmingham le 9 octobre 1891 ; avec Dies iræ
- Gabriel Fauré (1845-1924) : Requiem (1888/1893/1901) ; création (incomplète) le 16 janvier 1888 à l'église de la Madeleine à laquelle Fauré était le maître de chœur ; sans Dies iræ
- Joseph-Guy Ropartz (1864-1955) : Requiem (1938) ; sans Dies iræ
- Maurice Duruflé (1902-1986) : Requiem (1947) ; sans Dies iræ

### En tant que simple pièce et composition libre
- Felice Anerio (1560-1614) : motet Pie Jesu à 5 voix (publication 1952)[16]
- Marc-Antoine Charpentier (1643-1704) : 3 motets Pie Jesu
  - H234 pour l'élévation (vers 1670)[17]
  - H269 pour l'élévation (vers 1695)[18]
  - H427 (vers 1676)[19]
- Louis Niedermeyer (1802-1861) : motet Pie Jesu pour mezzo-soprano ou baryton et chœur[20]
- Charles Gounod (1818-1893) : Pie Jesu (CG92a, 1869) à la base d'Ave verum pour voix grave et orgue (CG92) (publication 1878)[21]
- Charles Vervoitte (1819-1884) : motet Pie Jesu op. 77 (publication 1871)[22]
- Camille Saint-Saëns (1835-1921) : Pie Jesu (1885)[23]
- Frédéric Bentayoux (1840-1918) : motet Pie Jesu (publication 1881)[24]
- Louis-Lazare Perruchot (1852-1930)[25]
  - motet Pie Jesu à voix d'hommes à la base de plain-chant, accompagné d'orgue (1895)
  - motet Pie Jesu à 4 voix, composé à la suite du décès de Charles Bordes († 1909)
- Fernand de La Tombelle (1854-1928) : motet Pie Jesu (vers 1909)[26]
- Giovanni Tebaldini (1864-1952) : motet Pie Jesu à 4 voix, op. 17 no 4[27]
- Léon de Saint-Réquier (1872-1964) : motet Pie Jesu à 4 voix, op. 181[28]
- Jean Gallon (1878-1959) :
  - Pie Jesu no 1 pour mezzo-soprano (1915)[29]
  - motet Pie Jesu no 2 à 4 voix et orgue (publication 1952)[30]
- Henri Nibelle (1883-1967) : motet Pie Jesu (publication 1947)[31]
- Lili Boulanger (1893-1918) : Pie Jesu (1918), qui était sa dernière œuvre sur son lit de mort, notée par sa sœur Nadia Boulanger.
- Karl Jenkins (1944-) : Requiem (2005) ; pièce no 9 entre Now as a Spirit et Having seen the Moon ; avec Dies iræ
- John Rutter (1945-) : Requiem (1985) ; pièce no 3 entre Out of the deep et Sanctus ; sans Dies iræ[32]
- Andrew Lloyd Webber (1948-) : Requiem (1985) ; à la différence d'autres musiciens, Webber transforma Pie Jesu et Agnus Dei en une seule pièce ; sans Dies iræ[33].